# Virio Lupo
Lucio Virio Lupo (en latín: Lucius Virius Lupus; c.150-c.210) fue un militar y político de la Antigua Roma que vivió a finales del siglo II y principios del siglo III, y desarrolló su cursus honorum bajo los reinados de Marco Aurelio, Cómodo, Pertinax, Didio Juliano, y Septimio Severo.

## Biografía
Virio Lupo fue el primer miembro de la gens Viria en alcanzar el consulado (Homo Novus) que se supone que fue como sufecto, alrededor del año 183, bajo Cómodo. Luego fue legado de la provincia romana de Germania Inferior y apoyó a Septimio Severo durante la guerra civil que siguió a la muerte de Pertinax. En 196, sus tropas fueron derrotadas por Clodio Albino. Había servido como cónsul romano previamente y fue gobernador de Britania cuando Severo fue investido emperador en 197. Severo lo envió a Britania para recuperar la provincia de las rebeliones que la habían asolado.
En el norte se vio obligado a comprar la paz con la confederación de las tribus Maeatae, temeroso de que se aliasen con la Confederación Caledonia. Poco a poco fue reparando las fortalezas de los Peninos devolviéndolas al control de Roma, si bien el Muro de Adriano no fue reconstruido hasta el año 205. Permaneció como gobernador hasta el año 201 o 202.

## Familia
Virio Lupo fue padre de Lucio Virio Agrícola, cónsul ordinario en el año 230, y de Lucio Virio Lupo Juliano, cónsul ordinario en el año 232. Es posible también que estuviera relacionado con Quinto Virio Egnacio Sulpicio Prisco, cónsul sufecto alrededor del año 215, durante el reinado de Caracalla.